# 대치역
대치역(大峙驛, Daechi satation)은 서울특별시 강남구 대치2동에 있는 수도권 전철 3호선의 지하철역이다. 
한자로는 큰 대(大) 자에 언덕 치(峙) 자를 써서 큰고개라는 뜻으로, 부산 도시철도 1호선의 대티역하고 한자가 같다. 원래는 이 한자 峙가 치 발음이 아닌 티 발음이었고 이 역도 원래는 부산 1호선의 대티역과 똑같이 대티역이 되었어야 하나 구개음화의 영향으로 한자 峙의 발음이 '치'로 변하면서 대치역이 된 것이다.

## 역사
- 1993년 10월 30일 : 서울 지하철 3호선 양재역 ~ 수서역 구간 개통과 함께 영업 개시

## 역 구조
승강장은 1면 2선의 섬식 승강장이며, 스크린도어가 설치되어 있다. 출구는 8개다.

### 승강장
| 도곡 ↑   |
| 하상 \|  |
| ↓ 학여울 |

| 상행 | ● 수도권 전철 3호선 | 도곡 · 교대 · 옥수 · 충무로 · 대화 방면 |
| 하행 | ● 수도권 전철 3호선 | 일원 · 수서 · 오금 방면                 |

## 역 주변
- 남서울종합시장
- 대치1동
- 대치2동
- 은마파출소
- 남부순환로
- 서울대곡초등학교
- 강남구의회
- 강남구민회관
- 개포동
- 서울대치초등학교
- 청실상가
- 이마트 전문점 타운 
  - 노브랜드 대치역점
- 래미안 대치팰리스
- 선경아파트
- 대치퍼스트빌딩
- 미도아파트
- 장미3차아파트
- 은마아파트

## 이용객 변동
| 노선  | 노선   | 일평균 인원수 (명/일) | 일평균 인원수 (명/일) | 일평균 인원수 (명/일) | 일평균 인원수 (명/일) | 일평균 인원수 (명/일) | 일평균 인원수 (명/일) | 일평균 인원수 (명/일) | 일평균 인원수 (명/일) | 일평균 인원수 (명/일) | 일평균 인원수 (명/일) | 각주  |
| 노선  | 노선   | 2000년                | 2001년                | 2002년                | 2003년                | 2004년                | 2005년                | 2006년                | 2007년                | 2008년                | 2009년                | 각주  |
| ----- | ------ | --------------------- | --------------------- | --------------------- | --------------------- | --------------------- | --------------------- | --------------------- | --------------------- | --------------------- | --------------------- | ----- |
| 3호선 | 승차   | 13,766                | 14,666                | 14,869                | 13,915                | 12,481                | 12,230                | 12,225                | 12,000                | 11,733                | 11,905                | [ 1 ] |
| 3호선 | 하차   | 12,769                | 13,592                | 14,114                | 13,064                | 11,702                | 11,417                | 11,458                | 11,193                | 10,711                | 10,965                | [ 1 ] |
| 3호선 | 승하차 | 26,535                | 28,258                | 28,983                | 26,980                | 24,184                | 23,647                | 23,682                | 23,192                | 22,444                | 22,870                | [ 1 ] |
| 노선  | 노선   | 2010년                | 2011년                | 2012년                | 2013년                | 2014년                | 2015년                | 2016년                | 2017년                | 2018년                |                       | [ 1 ] |
| 3호선 | 승차   | 12,911                | 12,902                | 12,377                | 12,378                | 12,364                | 11,908                | 12,428                | 12,411                | 12,562                |                       | [ 1 ] |
| 3호선 | 하차   | 11,892                | 12,018                | 11,512                | 11,605                | 11,501                | 11,159                | 11,741                | 11,845                | 12,075                |                       | [ 1 ] |
| 3호선 | 승하차 | 24,803                | 24,920                | 23,889                | 23,983                | 23,865                | 23,067                | 24,169                | 24,256                | 24,637                |                       | [ 1 ] |

## 사진

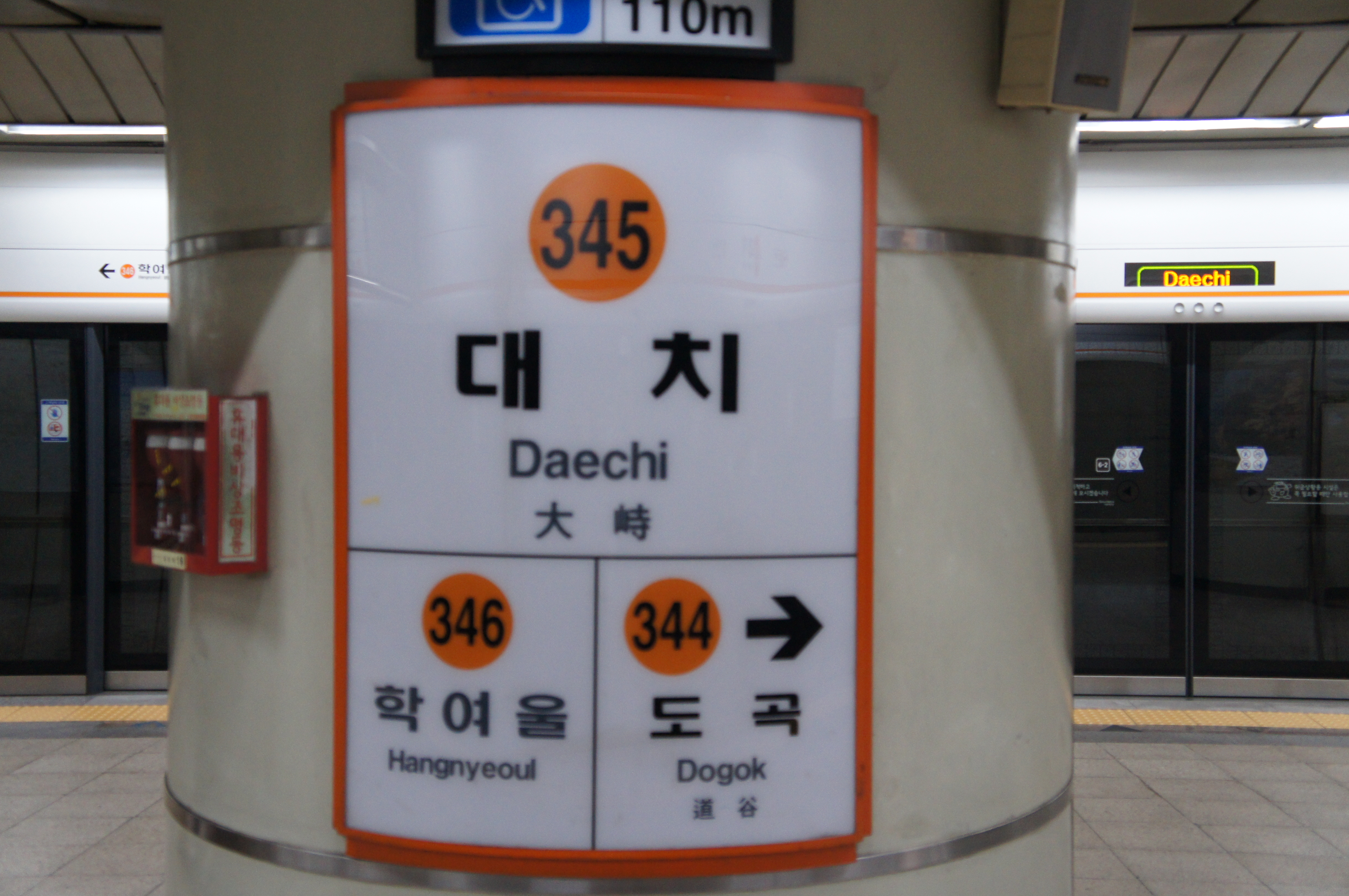
대치역 1
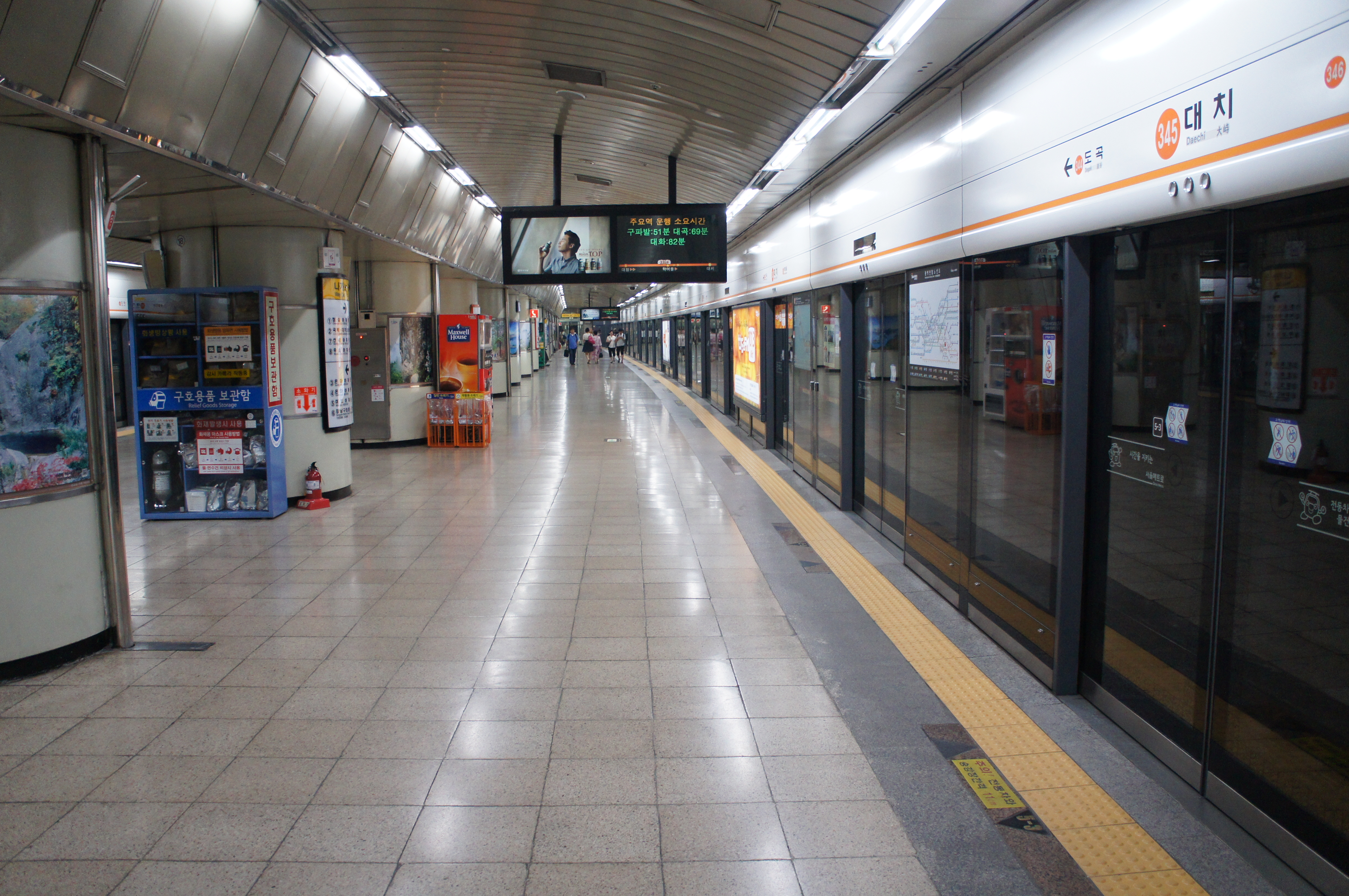
대치역 2
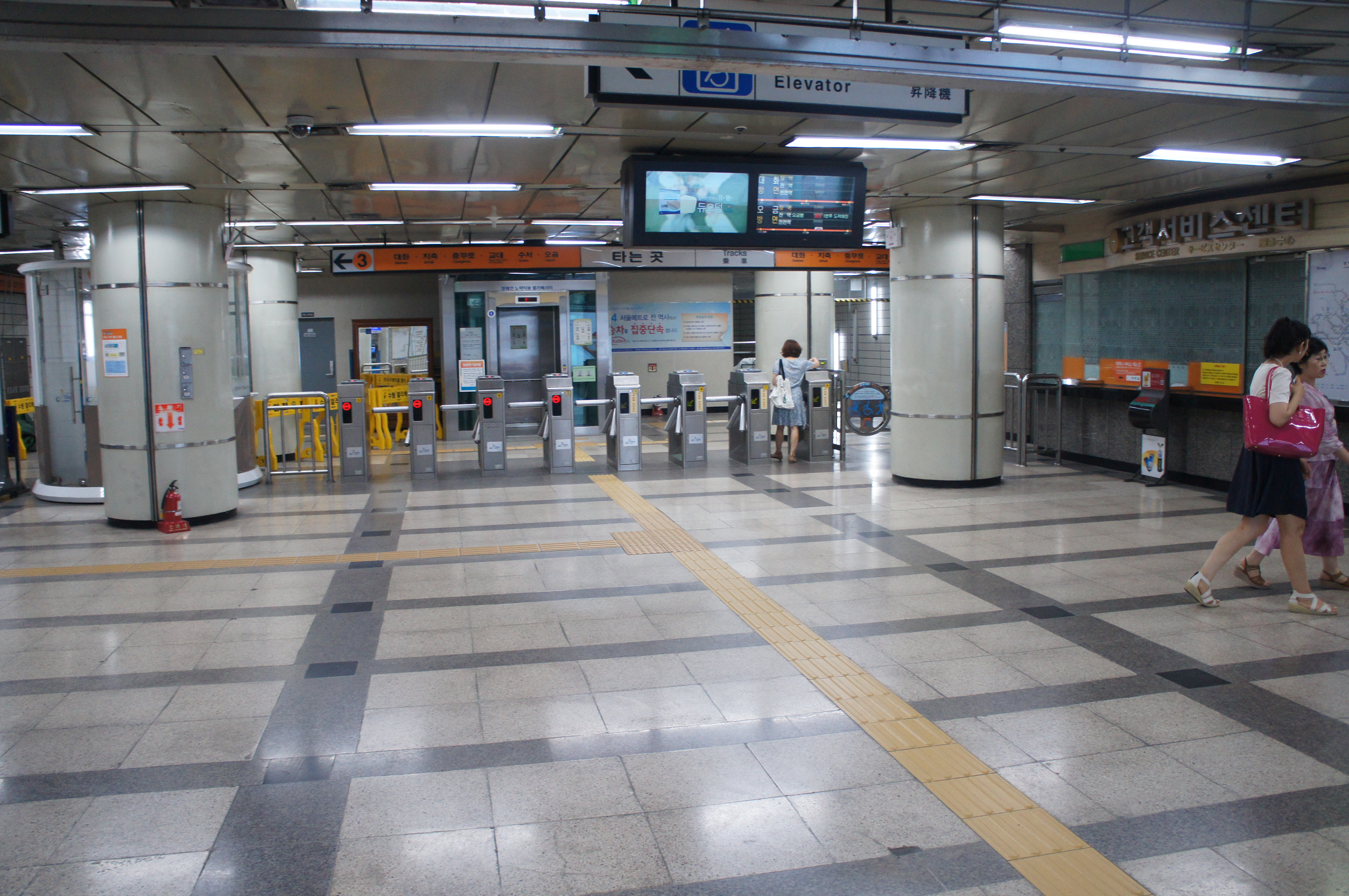
대치역 3
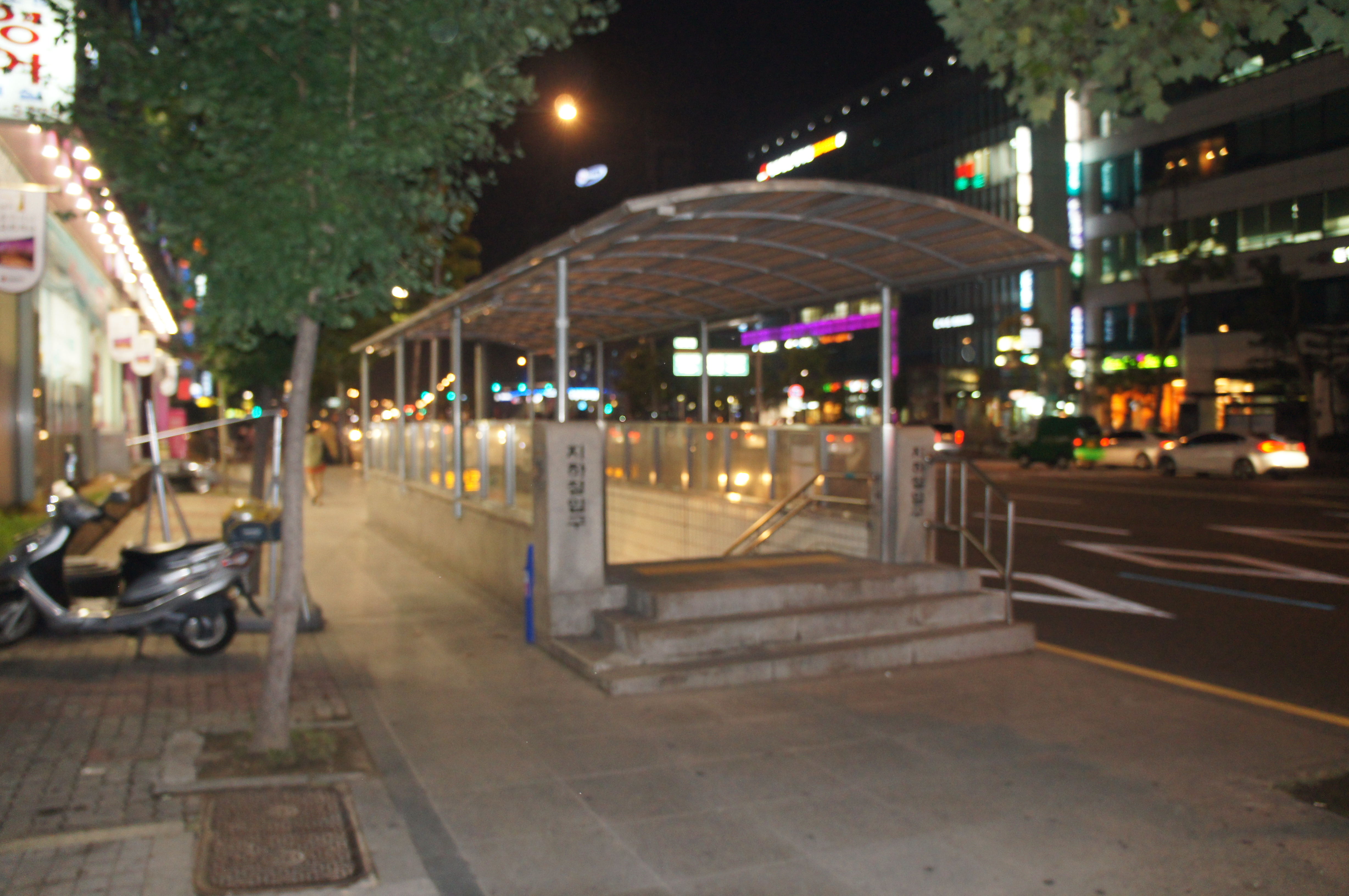
대치역 4
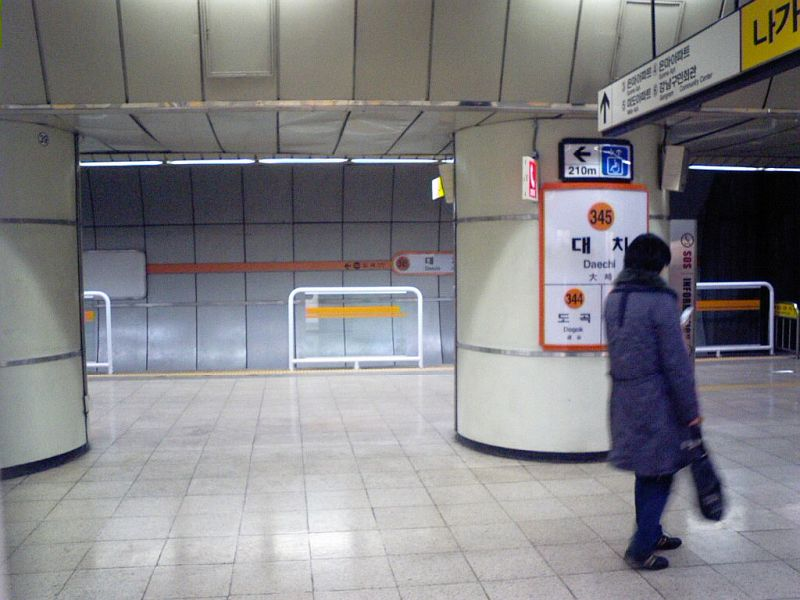
역명판 (스크린도어 설치 전)

## 인접한 역
| 서울 지하철 3호선  | 서울 지하철 3호선   | 서울 지하철 3호선    |
| ------------------ | ------------------- | -------------------- |
| 344 도곡 대화 방면 | ● 수도권 전철 3호선 | 346 학여울 오금 방면 |